# Hilado

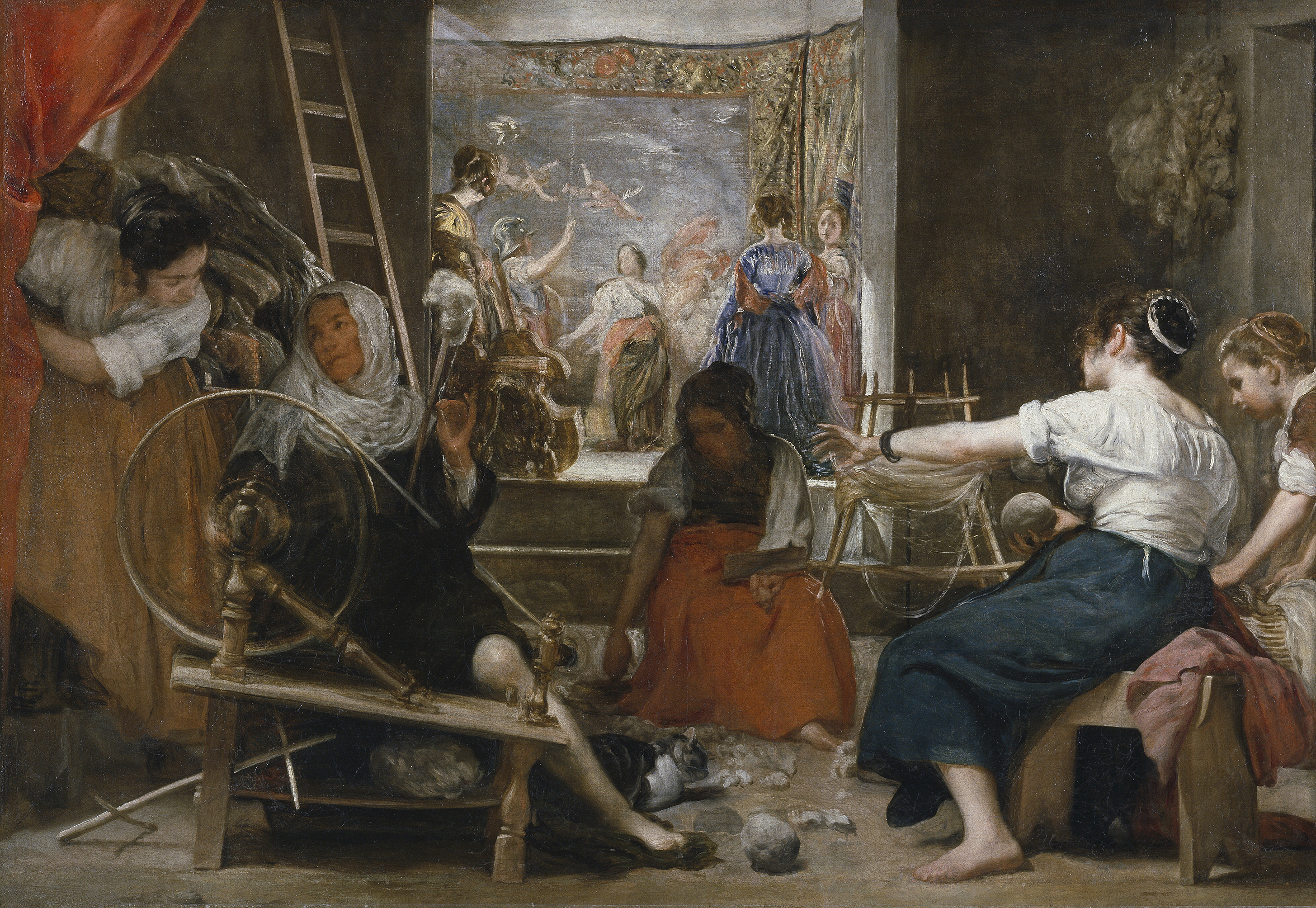
Las hilanderas de Velázquez.

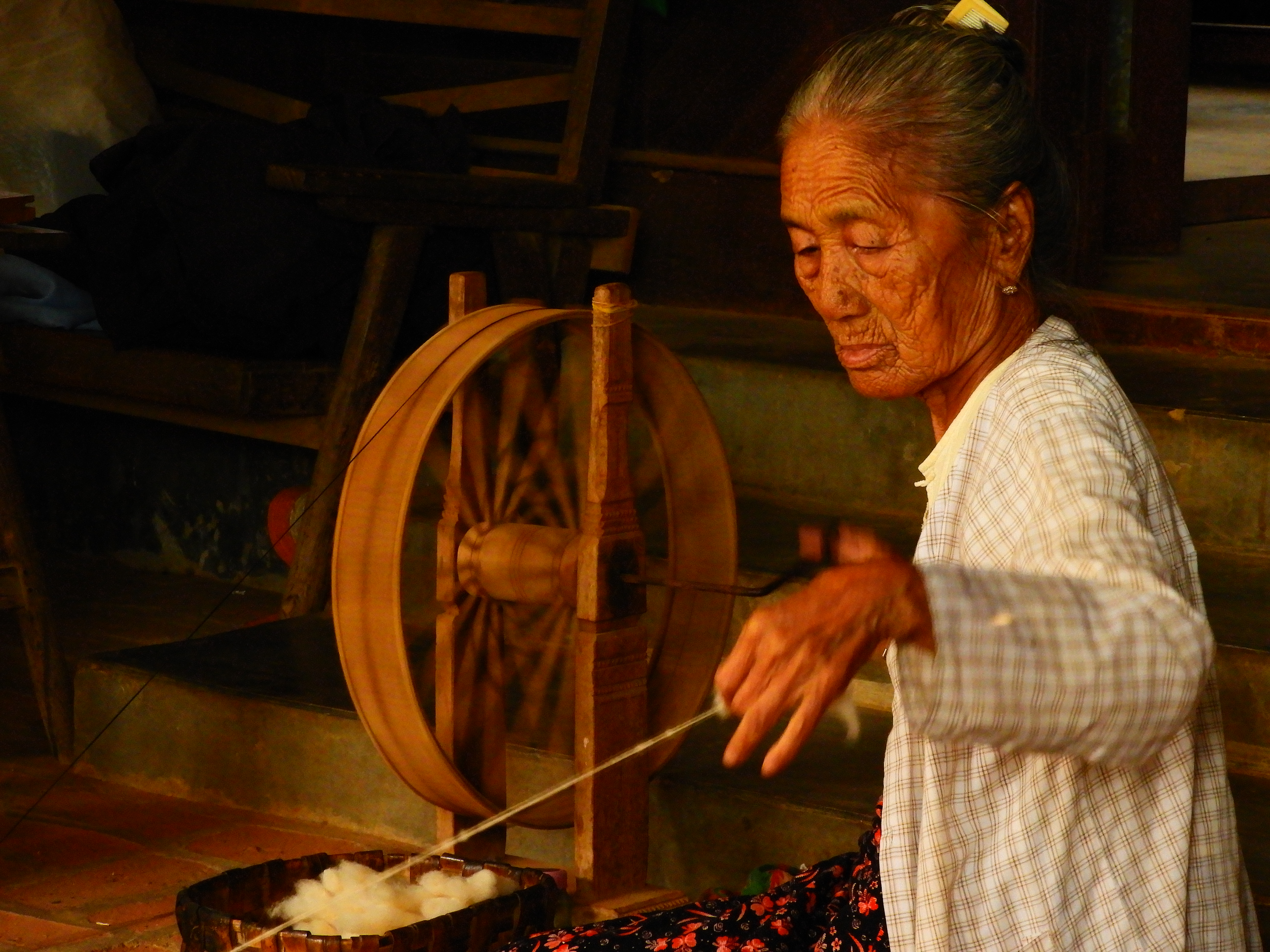
Hiladora tradicional en su casa familiar en Old Bagan, Birmania (2019).

El hilado de fibras consiste en transformar la fibra en hilo. Esta operación tiene lugar en una «hilatura» o «hilandería». Hilar es retorcer varias fibras cortas a la vez para unirlas y producir una hebra continua; cuando se hilan (retuercen) filamentos largos se obtienen hilos más resistentes, llamados también «hilaza» o «hilados».
La forma de hilar las fibras y de obtener los hilados influye directamente en las propiedades y apariencia del tejido final. La dirección del hilado influye en la textura del tejido.
Las fibras naturales, excepto la seda, son cortas; se procesan para producir hilados con los que se fabricarán tejidos. Los no tejidos se producen directamente de la fibra. Las «fibras químicas», tanto artificiales como sintéticas, pasan por el proceso de hilado durante su manufactura; esto da lugar a filamentos largos y continuos que deben cortarse si se van a mezclar con fibras naturales.
El hilado se realiza en varias etapas. El proceso de la fabricación del hilo puede ser de dos tipos: artesanal e industrial.

## Tipos de fibras

Hilos con torsión S y torsión Z.

Las fibras naturales pueden ser de origen animal (como la lana normal o la de cachemir, mohair, angora, seda...), vegetal (como el algodón, el lino y el esparto) o mineral (como el amianto). Las fibras naturales, sin excepción, requieren varios procesos sucesivos para obtener fibra limpia y uniforme, apta para el hilado. Esta «fibra corta», de pocos centímetros, presenta una superficie rugosa o retorcida que facilita su cohesión con fibras similares.
Las fibras químicas se obtienen por extrusión, de celulosa regenerada en el caso de las fibras artificiales o de polímeros sintéticos en el caso de fibras sintéticas. Estas fibras son largas, es decir, ya están hiladas para poder fabricar tejidos con ellas, pero también se pueden cortar para hilarlas como si tratara de fibra natural.
La lana de la oveja se hila fácilmente, ya que es rizada por naturaleza, pero también puede hilarse el pelo de otros animales, como el yak, la cabra, el conejo de Angora, la vicuña y la alpaca, entre otros.

## Tipos de proceso

### Artesanal

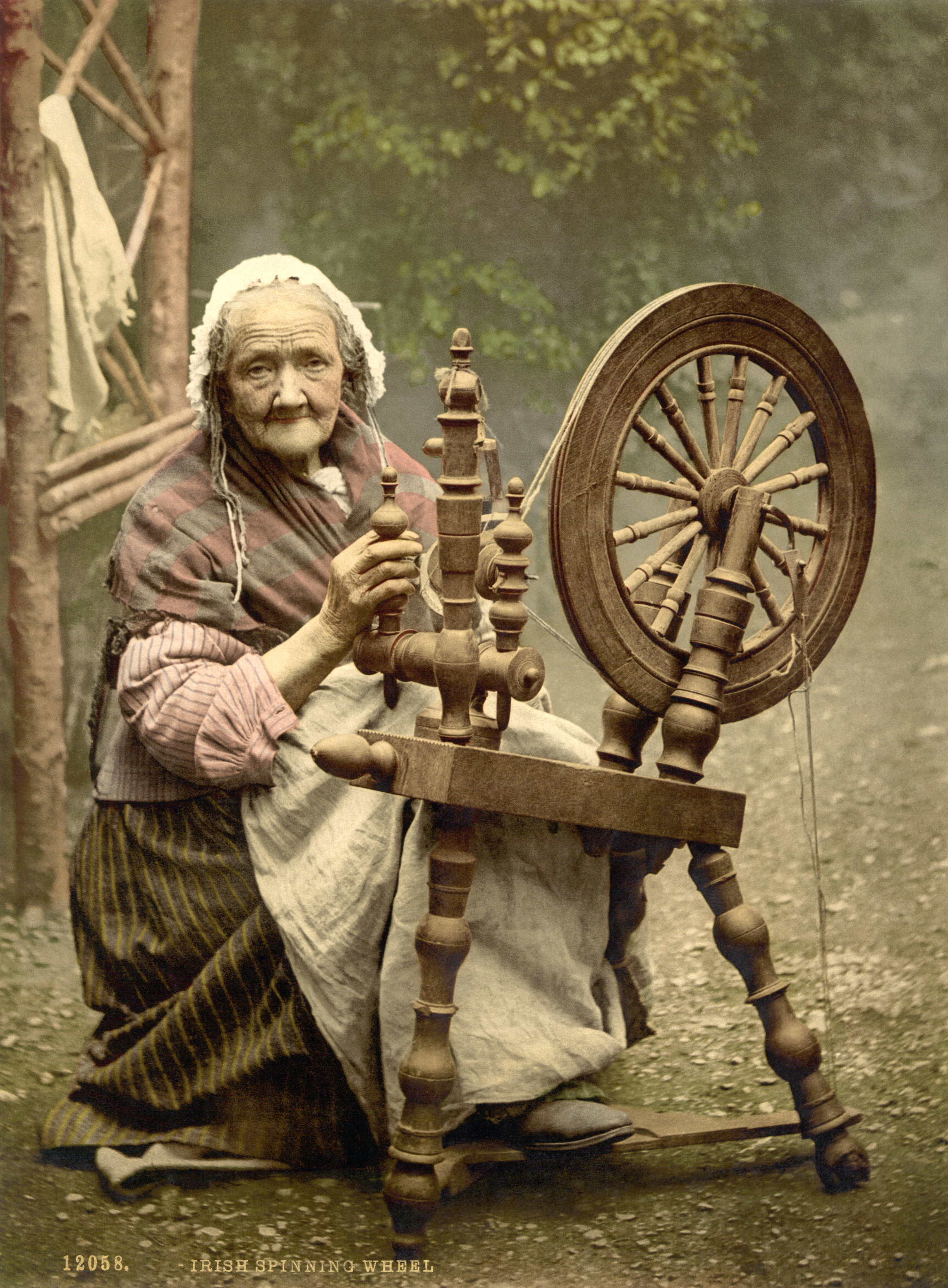
Anciana irlandesa de finales del con una rueca de hilar.

- Manual: Simplemente retorcer las fibras con la mano desnuda; usada, por ejemplo, en los pueblos indígenas del Perú para fabricar cuerdas a partir de hierbas secas.
- Huso de hilar.
- Máquina de hilar o rueca.

### Industrial
El proceso para fabricar hilo comienza en unas máquinas llamadas «peinadoras» que precisamente tienen esa función, peinar la fibra por medio de agujas; después la fibra pasa por un mecanismo llamado «frotador», donde la fibra se estira y enrolla en tubos para pasar al siguiente proceso en las continuas donde por medio de rodillos y anillos se da torsión a la fibra para hacerla hilo; posteriormente pasa a la sección de torcido donde se juntan dos o más hebras.
- Hilatura de anillos
- Hilatura a rotor (en inglés, Open End)
- Extrusión de fibras sintéticas

## Hilar con huso

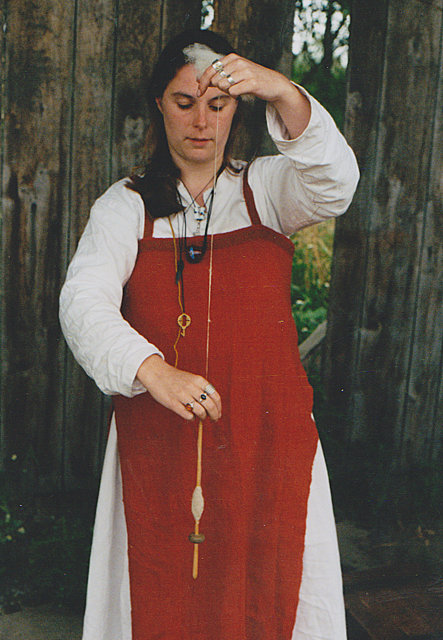
Mujer vikinga hilando con huso, recreación en un parque temático histórico escandinavo.

Es posible hilar simplemente con los dedos, pero para hacerlo con mayor exactitud y rapidez se utiliza un huso.
El huso de mano es un palillo con un pequeño disco en su extremo. El disco se llama tortera nuez o volante, y suele ser de madera, arcilla o piedra. El hilo se ata al huso y se tuerce a medida que gira la rueda. La hilandera añade más fibras a la hilaza, tomándolas de un copo que sujeta con la mano o tiene enrollado en un palo llamado rueca.
Aun así, a menudo se detiene y enrolla la hebra producida en el huso. Las hilanderas han fabricado hilos de este modo en todo el mundo hasta que se inventó el torno de hilar mecánico.

## Torno de hilar mecánico
El torno de hilar mecánico se acciona a mano o pisando repetidamente un pedal. Al hacerlo hace girar el torno y retuerce la lana a medida que la enrolla en el huso. Una correa pasa por una rueda y por una pequeña polea para hacer girar el torno. Los tornos de hilar son mucho más rápidos que los husos de mano, pero la hiladora solo puede hilar una medida de hilo a la vez.